# WWE Night of Champions

Logo officiel de Night of Champions 2015

WWE Night of Champions était un pay-per-view de catch de la fédération américaine WWE, qui se  déroulait au mois de septembre. Il se nommait auparavant Vengeance de 2001 à 2007. C'est également le premier pay per view exclusif où le WWE Championship et le WWE World Heavyweight Championship ont été mis en jeu la même soirée (2005). De 2003 à 2006, c'était un PPV exclusif à la division WWE Raw. Night Of Champions était également le slogan du Vengeance 2007, puisque dans ce PPV, tous les titres ont été défendus. Depuis 2008, la WWE a alors décidé que Vengeance s'appellerait Night Of Champions, et que tous les titres de la fédération y seraient mis en jeu. En 2011, la WWE fait revenir Vengeance en plus de Night of Champions. 

## Historique deNight of Champions
| Événement                      | Date              | Ville                       | Lieu                     | Evénement principal | Spectateurs |
| ------------------------------ | ----------------- | --------------------------- | ------------------------ | --- | ----------- |
| Vengeance : Night of Champions | 24 juin 2007      | Houston (Texas)             | Toyota Center            | John Cena (c) contre Mick Foley contre Bobby Lashley contre Randy Orton contre King Booker (avec Queen Sharmell) dans un match à 5 pour le championnat WWE.              | 18 300      |
| Night of Champions (2008)      | 29 juin 2008      | Dallas (Texas)              | American Airlines Center | Triple H (c) contre John Cena dans un Match simple pour le championnat WWE.                                                                                              | 16 151      |
| Night of Champions (2009)      | 26 juillet 2009   | Philadelphie (Pennsylvanie) | Wachovia Center          | CM Punk (c) contre Jeff Hardy dans un Match simple pour le championnat du monde WWE poids lourd.                                                                         | 17 774      |
| Night of Champions (2010)      | 19 septembre 2010 | Chicago (Illinois)          | Allstate Arena           | Sheamus (c) contre Randy Orton contre Wade Barrett contre Edge contre John Cena contre Chris Jericho dans un 6-Pack Elimination Challenge match pour le championnat WWE. | 13 851      |
| Night of Champions (2011)      | 18 septembre 2011 | Buffalo (New York)          | HSBC Arena Center        | Triple H contre CM Punk dans un match sans disqualification. | 11 000      |
| Night of Champions (2012)      | 16 septembre 2012 | Boston (Massachusetts)      | TD Garden                | CM Punk (c) (avec Paul Heyman) contre John Cena dans un Match simple pour le championnat WWE.                                                                            | 14 886      |
| Night of Champions (2013)      | 15 septembre 2013 | Detroit (Michigan)          | Joe Louis Arena          | Randy Orton (c) contre Daniel Bryan dans un Match simple pour le championnat WWE.                                                                                        | 10 500      |
| Night of Champions (2014)      | 21 septembre 2014 | Nashville (Tennessee)       | Bridgestone Arena        | Brock Lesnar (c) (avec Paul Heyman) contre John Cena dans un Match simple pour le championnat du monde WWE poids lourds.                                                 | 12 000      |
| Night of Champions (2015)      | 20 septembre 2015 | Houston (Texas)             | Toyota Center            | Seth Rollins (c) contre Sting dans un Match simple pour le championnat du monde WWE poids lourds.                                                                        | 14 369      |
| Night of Champions (2023)      | 27 mai 2023       | Djeddah ( Arabie saoudite)  | Jeddah Super Dome        | Kevin Owens et Sami Zayn (c) contre The Bloodline (Roman Reigns et Solo Sikoa) pour le Championnat incontesté par équipe de la WWE                                       | 13 000      |

## Défense des titres àNight of Champions
| Titre                             | Année(s)  | Notes                                                                                        |
| --------------------------------- | --------- | -------------------------------------------------------------------------------------------- |
| WWE Cruiserweight Championship    | 2007      | Défendu uniquement pour Smackdown!. Désactivé par la suite.                                  |
| World Tag Team Championship       | 2007-2008 | Défendu uniquement pour RAW. Fusionné à WrestleMania XXV avec les WWE Tag Team Championship. |
| ECW Championship                  | 2007-2009 | Désactivé avec la fin de la ECW.                                                             |
| WWE Women's Championship          | 2007-2010 | Fusionné à Night of Champions 2010 avec le Divas Championship.                               |
| World Heavyweight Championship    | 2007-2013 | Fusionné à TLC 2013 avec le WWE Championship.                                                |
| WWE Divas Championship            | 2009-2015 |                                                                                              |
| WWE Championship                  | 2007-2015 |                                                                                              |
| WWE Tag Team Championship         | 2007-2015 |                                                                                              |
| WWE Intercontinental Championship | 2007-2015 |                                                                                              |
| WWE United States Championship    | 2007-2015 |                                                                                              |